# William Ware Theiss
William Ware Theiss (* 20. November 1930 in Boston, Massachusetts, USA; † 15. Dezember 1992 in San Francisco, Kalifornien, USA) war ein US-amerikanischer Kostümbildner.

## Kurzbiografie
Theiss wurde als Sohn von Harold Hodgson Theiss und Helen Theiss geboren und wurde nach seinem Großvater William Hodgson und seiner Großmutter Ellen (Ware) Hodgson benannt.
Theiss war zwischen 1966 und 1969 Kostümbildner aller drei Staffeln von Raumschiff Enterprise und lieferte so die Basis aller weiteren bei Star Trek zur Verwendung kommenden Kostüme.
In den 1970er und 1980er Jahren war Theiss für die Kostüme einiger Fernseh- und Kinofilme verantwortlich und war so dreimal für den Oscar in der Kategorie Bestes Kostümdesign nominiert; er ging jedoch jedes Mal leer aus.
In den letzten Jahren seines Lebens kreierte er auch die Garderobe zu Raumschiff Enterprise: Das nächste Jahrhundert und gewann so 1988 einen Emmy. Bekannt wurde Theiss für seine 'Reiz-Theorie' (engl-. Original Titillation Theory): „Die Sexyness eines Outfits ist direkt proportional zu der wahrgenommenen Möglichkeit, dass ein wichtiges Stück davon abfallen könnte“.
William Ware Theiss, der homosexuell war, starb im Alter von 62 Jahren an den Folgen von Aids.

## Filmografie (Auswahl)
- 1960: Spartacus (Spartacus)
- 1963: Der rosarote Panther (The Pink Panther)
- 1971: Harold und Maude (Harold and Maude)
- 1976: Dieses Land ist mein Land (Bound for Glory) – Oscarnominierung 1977
- 1977: Elliot, das Schmunzelmonster (Pete’s Dragon)
- 1979: Butch & Sundance – Die frühen Jahre (Butch and Sundance: The Early Days) – Oscarnominierung 1980
- 1983: …und wenn der letzte Reifen platzt (Heart Like a Wheel) – Oscarnominierung 1984

## Auszeichnungen
- drei Oscar-Nominierungen
- zwei Emmy-Nominierungen; einmal ausgezeichnet